# ارنی کوواچ
ارنی کوواچ (انگلیسی: Ernie Kovacs; ۲۳ ژانویهٔ ۱۹۱۹ – ۱۳ ژانویهٔ ۱۹۶۲) بازیگر سینما، بازیگر تلویزیون، مجری تلویزیون و نویسنده اهل ایالات متحده آمریکا بود.
از فیلم‌ها یا برنامه‌های تلویزیونی که وی در آن نقش داشته‌است می‌توان به مأمور ما در هاوانا،  شمال آلاسکا اشاره کرد.
وی همچنین برندهٔ جوایزی همچون جایزه امی شده‌است.